# Koordinattransformation
En koordinattransformation eller ett koordinatbyte är en omräkning av punkters koordinater från ett koordinatsystem till ett annat.
Man vill oftast använda det koordinatsystem som ger den enklaste beskrivningen för en viss uppgift. Får man koordinater uttryckta i ett olämpligt koordinatsystem, kan man göra en koordinattransformation. Om olika punkters lägen ska kunna jämföras, måste de också vara uttryckta i samma koordinatsystem.
I den fysiska världen är punkter oftast tvådimensionella, till exempel latitud och longitud på jordytan, eller tredimensionella som x-, y- och z-koordinaterna i ett rum. Men i matematiken kan man arbeta med godtyckligt mångdimensionella rymder Rn av n dimensioner. En koordinattransformation är matematiskt sett en bijektiv avbildning av punkter från Rn till Rn.

## Exempel ur vardagen
Personerna A och B står på olika platser och är dessutom vända åt olika håll. A kan säga:
–Jag står här och B står 5 meter bakom mig.
A använder här sig själv som koordinatsystem. Omvärlden beskrivs då från A:s egen position och riktning. För B är det naturligt att göra ett koordinatbyte och utgå från sin position:
–Enligt mitt synsätt står jag här men A står 5 meter till vänster om mig.
Båda personerna väljer det koordinatsystem som är mest praktiskt för dem.

## Exempel på byte från polära till kartesiska koordinater
Antag att personen B i förra exemplet använder ett polärt koordinatsystem. Punkter i B:s omgivning beskrivs då med koordinater (r, φ). Här är r avståndet från B oavsett riktning, alltså en radie med B i centrum. Koordinaten φ (grekiska bokstaven fi) är vinkeln relativt B:s framriktning. Rakt fram är 0°, vänster är 90°, bakåt 180° och höger är 270°. Eftersom A står 5 meter till vänster om B kan B säga:
–A står på koordinaten (5, 90°), alltså 5 meter bort i riktning 90°.
Om B istället ska använda ett kartesiskt koordinatsystem måste A:s position istället uttryckas i koordinaterna (x, y). Här låter vi x vara avståndet i fram/backriktningen med positiva värden framåt och y är avståndet i vänster/högerriktningen med positiva värden åt vänster. Följande samband behövs för koordinattransformationen:
- x = r*cos(φ)
- y = r*sin(φ)

Eftersom cos(90°)=0 och sin(90°)=1 kan den polära punkten (5, 90°) omräknas till den kartesiska punkten (0, 5), alltså 0 meter framåt men 5 meter åt vänster.
I matematiken mäter man normalt vinklar i radianer istället för grader (90° = π/2 radianer). I detta exempel hjälper dock gradtecknet oss att enkelt se skillnad på polära och kartesiska koordinater.